# 滝の宮公園
滝の宮公園（たきのみやこうえん）は、愛媛県新居浜市の都市公園（風致公園）である。1956年（昭和31年）10月15日に開設された。春はサクラ、秋は紅葉の名所として知られている。

## 概要

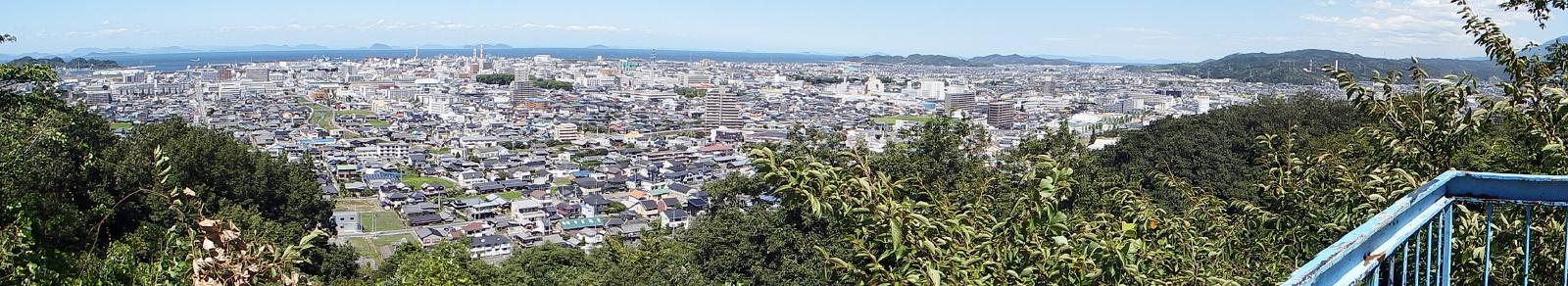
第1展望台より

本公園は市の西部に広がる丘陵地の一部の金子山を中心に、41.70ヘクタールの面積を持つ。1952年（昭和27年）度より整備され、1982年（昭和57年）度に完成したが、1978年（昭和53年）4月の山林火災により公園内にも類焼して修景施設が被災したため、後に復元された。
瀬戸内地方は日本では比較的雨の少ない気候であるため、同国内ではため池が多く作られてきた地方として知られるが、公園内南東部にも大池と呼ばれる農業用のため池が見られる。その周囲には1周約850メートルの歩道が、金子山山中には山上に向けて複数の歩道や東屋が整備されており、市民の散歩コースの1つとなっている。大池に接する広場には、コブハクチョウ・烏骨鶏・兎が飼われている動物広場や遊具広場、花見公園が整備されており、利用者の憩いの場となっている。
公園内にはソメイヨシノ、ヨウコウ、ヤマザクラなど合わせて約1500本の様々な種類のサクラの木が生育している。また、日本庭園が整備されており、ここには約100本の白梅と10本の紅梅が生育している。この他にも公園内にはツバキやツツジが生育しているなど、時期によってさまざまな花々が見られる。
金子山山上の金子城本丸跡に第1展望台、そこから南に伸びる尾根上に第2展望台が設置されており、市内全域を見渡すことが出来る。
また、西側麓から山上を経由し慈眼寺にかけて金子山八十八ヶ所がある。

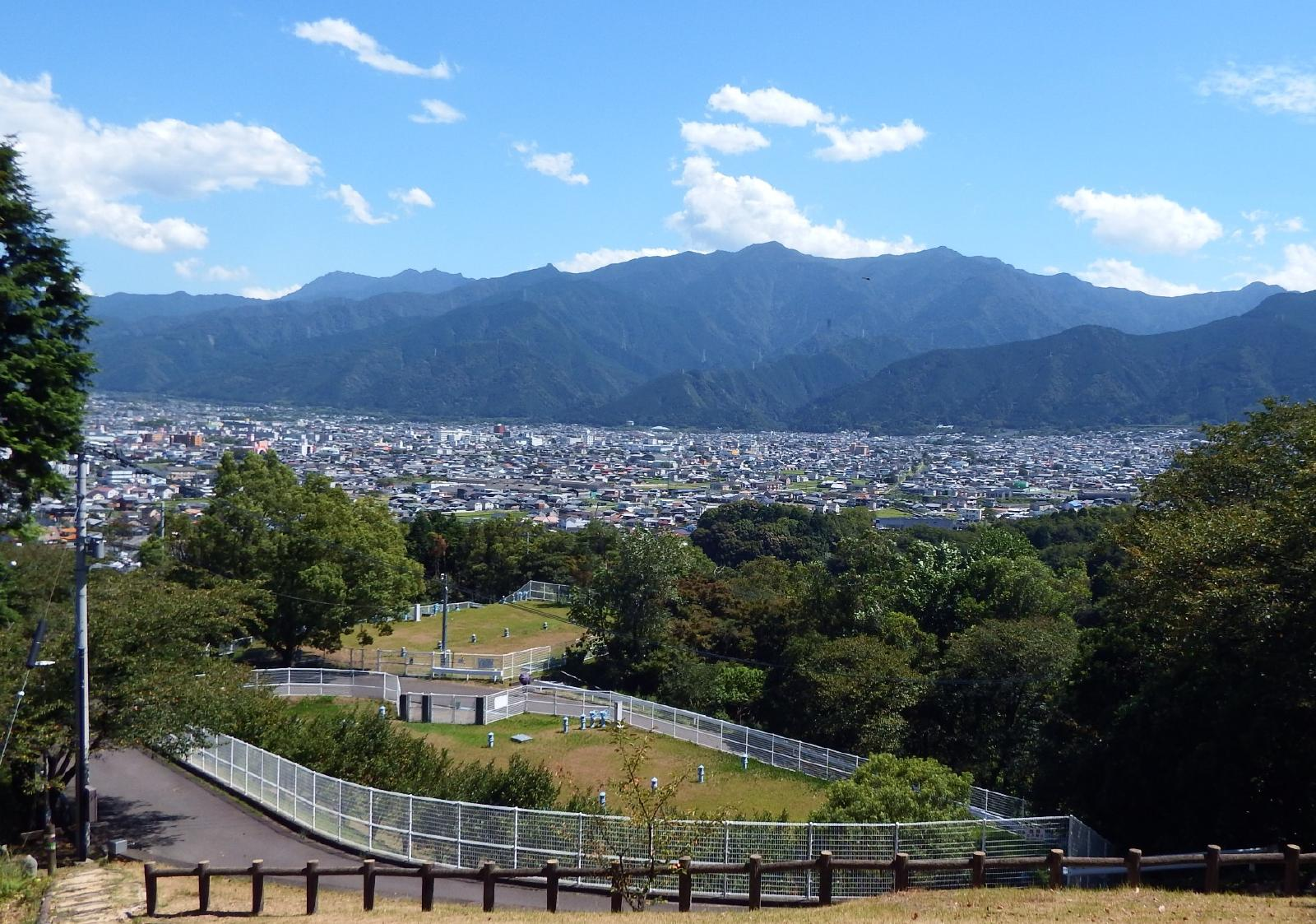
南に聳える赤石山系
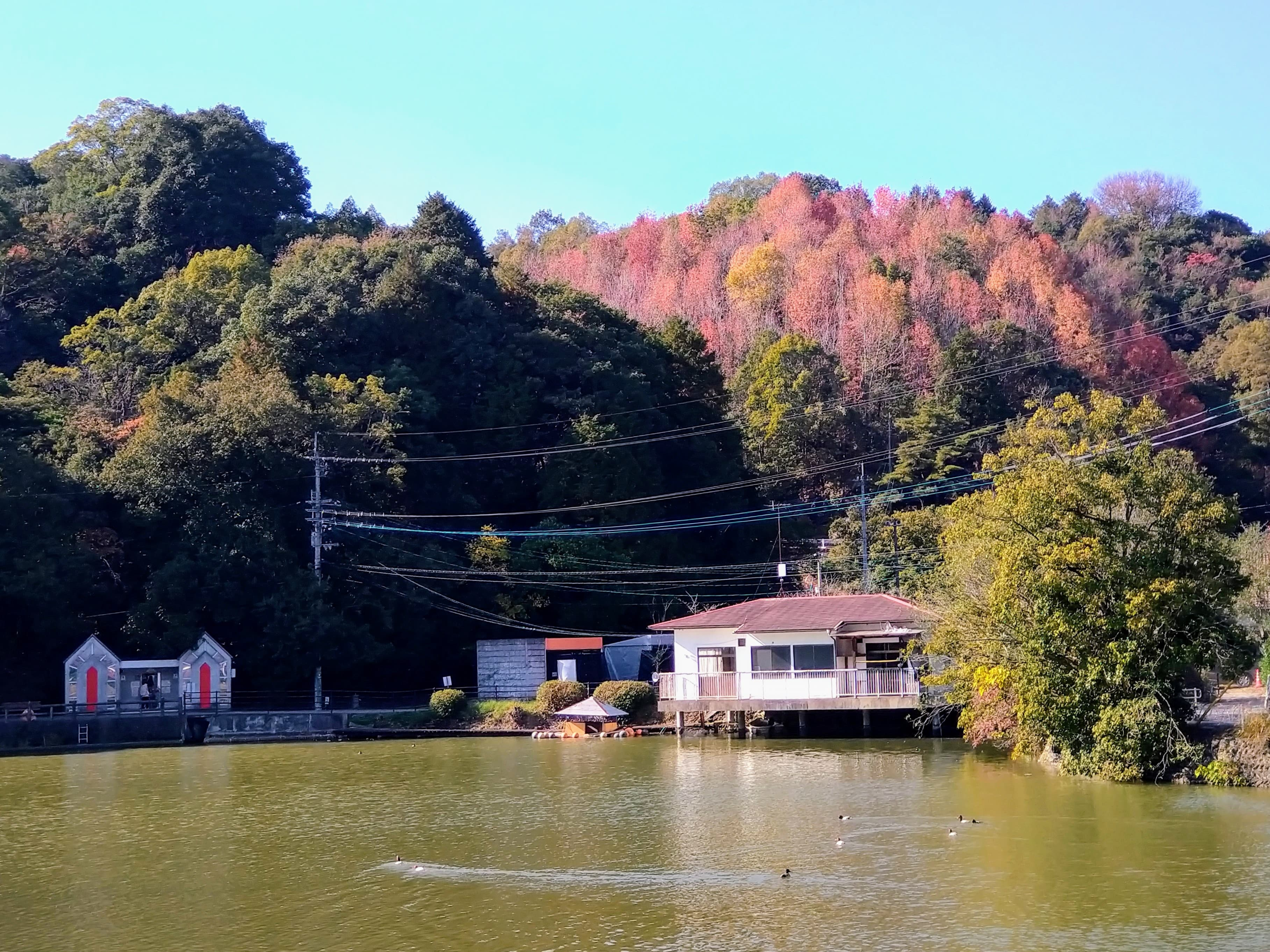
当公園の秋
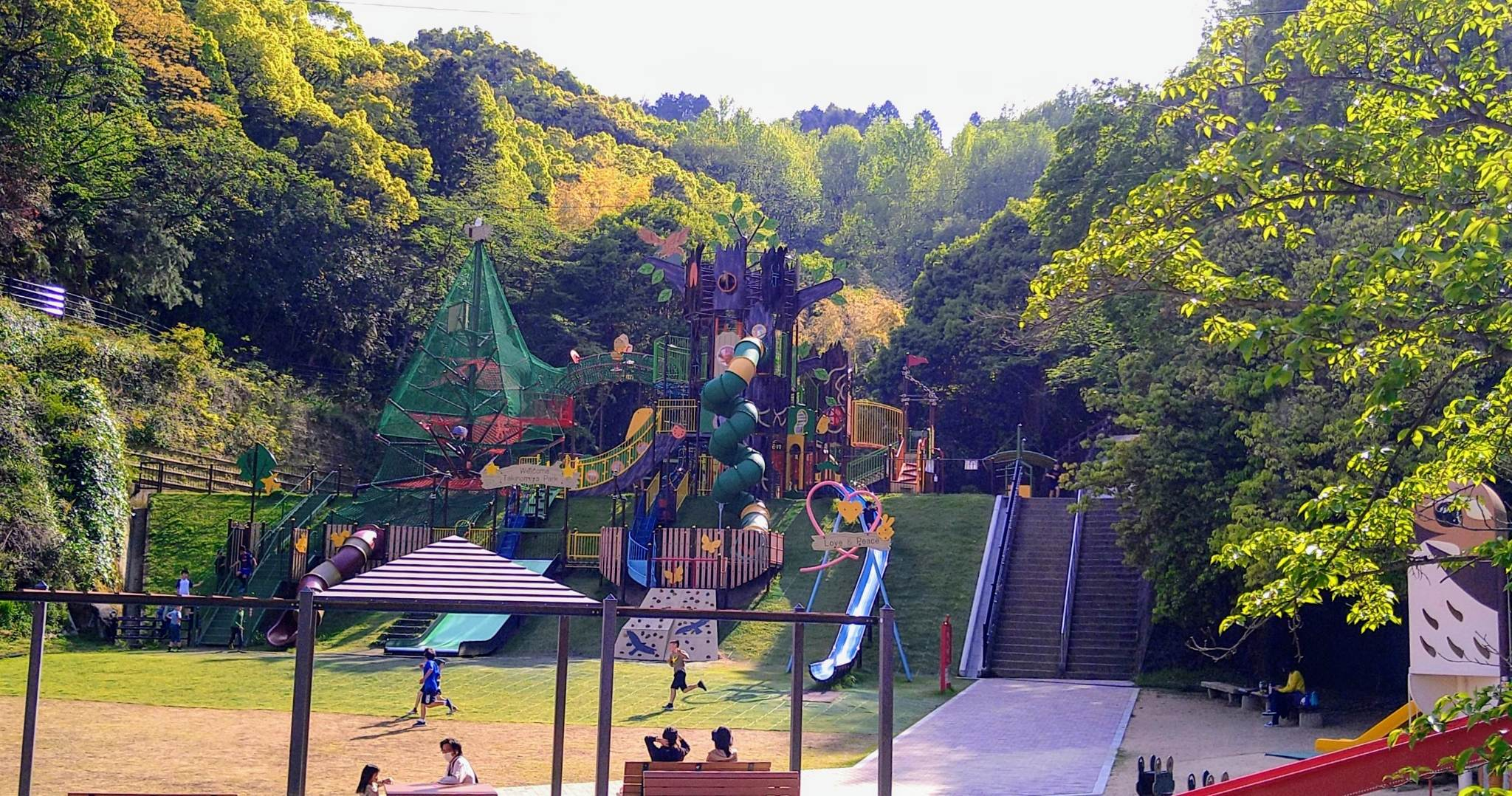
2022年1月14日開場の遊具
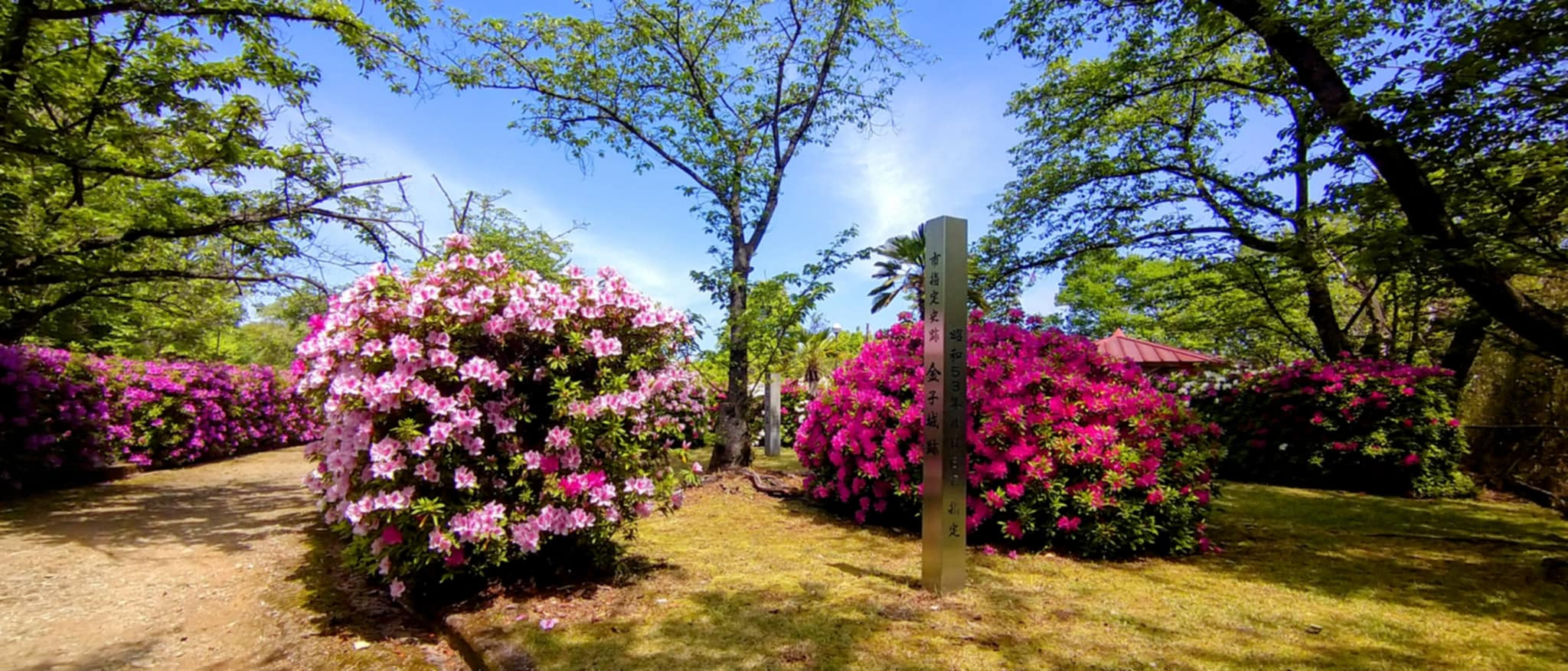
金子城本丸跡
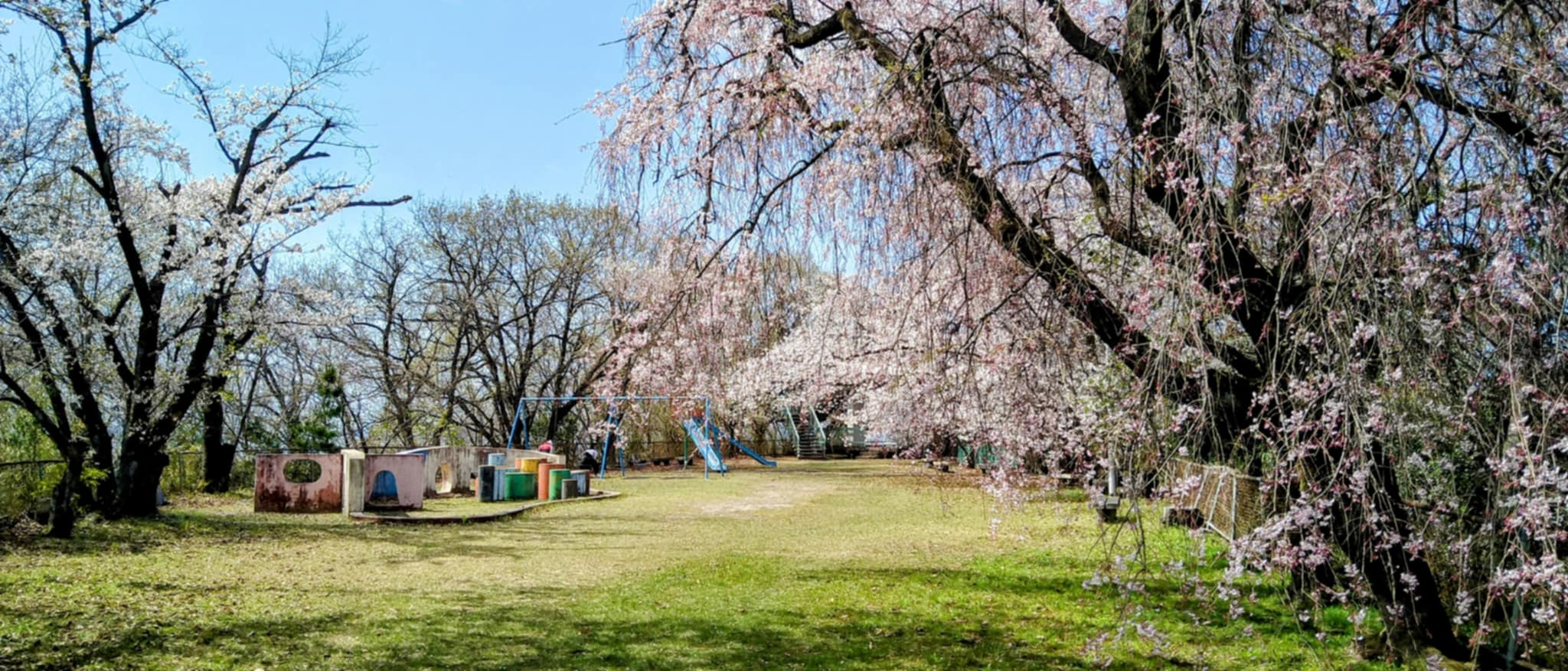
第1展望台下の広場
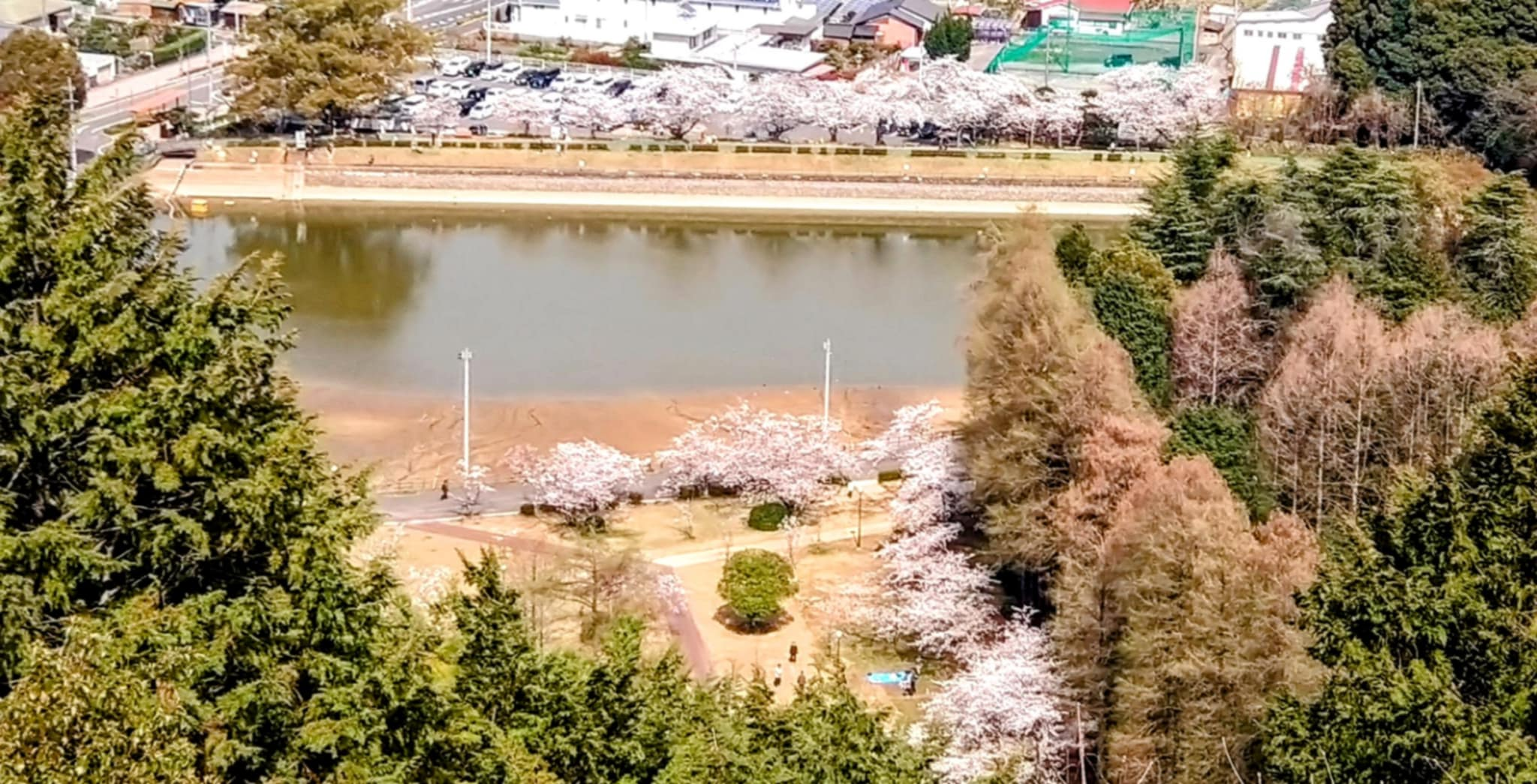
第2展望台より見る大池

## 周辺
- 金子城跡
- 慈眼寺
- 真光寺
- 滝の宮地蔵堂
- 滝神社
- 滝の宮カントリークラブ

## 市内の公園
- 池田池公園、山根公園、市民の森、黒島海浜公園、正光寺山古墳公園、岡城館歴史公園
- 広瀬公園
- マリンパーク新居浜
- ゆらぎの森